# Cartello di Norte del Valle
Il Cartello di Norte del Valle è stata un'associazione criminale non più attiva nel campo del traffico di stupefacenti che operava principalmente a nord del Dipartimento di Valle del Cauca, in Colombia. Ha assunto rilevanza soprattutto dopo la seconda metà degli anni '90 a causa della frammentazione degli altri due grandi cartelli colombiani, il cartello di Medellín e il cartello di Cali.
I capi del cartello di Norte del Valle furono Diego León Montoya Sánchez, alias "Don Diego", Wilber Varela, alias "Jabón" ("Sapone"), e Hernando Gómez Bustamante, alias "Rasguño" ("lo Sfregiato"). Diego Montoya è stato in passato incluso nella lista dei dieci più pericolosi latitanti redatta dall'FBI (Ten Most Wanted Fugitives).

## Attività
Secondo le relazioni dell'FBI, Montoya Sánchez è coinvolto nella produzione ed esportazione di tonnellate di cocaina verso gli Stati Uniti d'America. Inoltre è considerato, insieme alla sua organizzazione, strettamente correlato a gruppi di estrema sinistra e di estrema destra classificati dal governo statunitense come gruppi terroristici.
Secondo il RICO statunitense, tra il 1990 e il 2004, il cartello di Norte del Valle ha esportato più di 500 tonnellate di cocaina per un valore di 10 miliardi di dollari statunitensi dalla Colombia negli Stati Uniti. Attraverso il Messico il cartello avrebbe, inoltre, commissionato diversi omicidi, soprattutto quelli di esponenti appartenenti a clan rivali e quelli di affiliati sospettati di essere informatori della polizia. Il RICO, inoltre, ha affermato che diversi membri del cartello sono stati militanti delle Forze Unite per la Difesa della Colombia (AUC), un gruppo paramilitare terrorista, con lo scopo di difendere i laboratori della droga e gli affiliati al gruppo. L'AUC è uno dei 37 gruppi terroristici ufficialmente riconosciuti dal Dipartimento di Stato degli USA nel 2004.
I leader del cartello, tra le altre cose, hanno corrotto forze dell'ordine e giudici colombiani per bloccare le pratiche di estradizione di molti boss negli Stati Uniti. Secondo la relazione, infine, il cartello si è servito di intercettazioni telefoniche ed ambientali per prevedere le mosse delle organizzazioni rivali e delle stesse forze di polizia.

## Le divisioni interne
Alcune frammentazioni interne al gruppo ci sono state nel 2003, quando Hernando Gómez, Wilber Varela ed altri elementi di spicco, forse per il sempre maggiore numero di estradizioni negli USA, sembrarono aver trovato un accordo con la DEA, mossa che fu fortemente respinta da Diego León Montoya Sánchez e dai suoi fedelissimi.
Questa situazione incandescente portò ad una guerra tra fazioni (i Los Machos, che appoggiavano Montoya Sánchez, e i Los Rastrojos, fedelissimi di Varela) e ad oltre mille morti tra il 2003 e il 2004 nella sola regione di Valle del Cauca.
Nel 2004-2005 furono arrestate oltre 100 persone accusate di omicidio, di entrambe le fazioni, tra cui Julio César López (alias "Ojitos", "Occhi piccoli"), e il braccio destro di Montoya Sánchez, Carlos José Robayo Escobar (alias "Guacamayo"). Seguirono sequestri per centinaia di milioni di dollari, suddivisi tra lussuose proprietà e veicoli di lusso, compreso un sottomarino che sarebbe dovuto servire per trasportare la droga negli Stati Uniti.
Tutti questi eventi hanno spinto parecchi affiliati al cartello ad accordarsi col governo colombiano e con la DEA, e molti di loro sono entrati a far parte del programma protezione testimoni previsto in questi casi.